# Frida Sporrong
Frida Matilda Sporrong, ogift Matsson, född 2 november 1897 i Edsbro i Stockholms län, död 23 november 1978 i Rimbo i  Norrtälje kommun, var en svensk skådespelare.
Hon var från 7 september 1918 gift med direktör Carl Sporrong.

## Filmografi
- 1923 – Hälsingar
- 1925 – När Bengt och Anders bytte hustrur
- 1925 – För hemmet och flickan
- 1925 – Bröderna Östermans huskors
- 1932 – Bröderna Östermans huskors
- 1932 – När Berg och Fält bytte yrken
- 1933 – Stockholmsresan
- 1936 – Landet för folket
- 1939 – Känn ditt ansvar

## Teater

### Roller (ej komplett)
| År   | Roll           | Produktion                                                                        | Regi           | Teater         |
| ---- | -------------- | --------------------------------------------------------------------------------- | -------------- | -------------- |
| 1922 |                | Tatlows hemlighet (The Middleman) Henry Arthur Jones                              | Albert Ståhl   | Centralteatern |
| 1922 |                | Sabinskornas bortrövande (Der Raub des Sabinerinnen) Franz och Paul von Schönthan | Albert Ståhl   | Centralteatern |
| 1922 | Kammarjungfrun | Kameliadamen (La Dame aux camélias) Alexandre Dumas d.y.                          | Albert Ståhl   | Centralteatern |
| 1922 | Kokerskan      | Baldevins bröllop (Baldevins bryllup) Wilhelm Krag                                | Albert Ståhl   | Centralteatern |
| 1931 | Ella Haglund   | Sympatiska Simon Fridolf Rhudin och Henning Ohlson                                | Fridolf Rhudin | Södra Teatern  |